# خايرو دو ناسيمنتو
خايرو دو ناسيمنتو (بالبرتغالية: Jairo do Nascimento‏) هو لاعب كرة قدم برازيلي في مركز حراسة المرمى، ولد في 23 أكتوبر 1946 في جوينفيل في البرازيل، وتوفي في 6 فبراير 2019 في كوريتيبا في البرازيل بسبب سرطان الكلية. لعب مع نادي فلومينينسي ونادي كوريتيبا ونادي كورينثيانز.

## وصلات خارجية
- خايرو دو ناسيمنتو على موقع قاعدة بيانات كرة القدم.إي يو (الإنجليزية)
- خايرو دو ناسيمنتو على موقع ناشيونال فوتبول تيمز (الإنجليزية)
- خايرو دو ناسيمنتو على موقع عالم كرة القدم.نت (الإنجليزية)